# Европейская подшипниковая корпорация
«ЕПК» — группа компаний, играющая значительную роль среди российских производителей подшипников. Штаб-квартира компании расположена в Москве.

## Собственники и руководство
100% акций группы АО "ЕПК" принадлежат "Фонду промышленных инноваций".
Генеральный директор управляющей компании «ЕПК» — Сергей Мокичев. 

## Деятельность
Специализируется на проектировании, разработке, производстве и послепродажном обслуживании подшипников всех конструктивных групп, диаметром 20 мм до 2 500 мм.
Объединяет ряд подшипниковых заводов, дочерних предприятий:
- «ЕПК Волжский» (бывший ГПЗ-15),
- «ЕПК Саратов» (бывший ГПЗ-3),
- «ЕПК Самара» (бывший ГПЗ-4),
- «ЕПК — Новые технологии» (бывший ГПЗ-1).
- «ЕПК Кузница»[4]

По состоянию на 2018 год производит 44 % российских подшипников и контролирует не менее половины их российского рынка.
Предприятия корпорации «ЕПК» являются поставщиком подшипников для пассажирского авиалайнера Sukhoi Superjet.

## История
Основана в 2001 году.
В 2002—2003 годах руководство «ЕПК» разработало программу реструктуризации своих предприятий, согласно которой часть недозагруженных мощностей будут выведены в Индию и Китай.
В 2004 году чистая выручка компании выросла на 30 % процентов, достигнув 218 миллионов долларов.
После покупки Самарского завода авиационных подшипников «ЕПК» выразила намерение сформировать в 2006 году дивизион специальных подшипников, куда вместе с Самарским предприятием должны были войти Московский завод авиационных подшипников, Волжский завод прецизионных подшипников, ОАО «Завод авиационных подшипников» и научно-исследовательский центр в Самаре. В развитие этого проекта планировалось вложить около 30 миллионов долларов.
К 2010 году «ЕПК» уже контролировала не менее 39,23 % российского рынка.
В 2014 году «ЕПК» планировала создание совместного предприятия с американской компанией Timken для обеспечения промышленных потребителей подшипниковой продукцией в России и странах СНГ. Для реализации этого проекта было выделено около 40 миллионов долларов.

## Санкции
12 декабря 2023 года, из-за российского вторжения на Украину, Европейская подшипниковая корпорация, а также дочерние предприятия включены в блокирующий санкционный список США против компаний поставляющих продукцию для российской военно-промышленной базы. Ранее предприятие было включено в санкционный список Украины.